# ویل (دهانه)
ویل یک دهانه برخوردی در ماه‌ است.این دهانه ۳ دهانه اقماری دارد.